# Cinema Majèstic
El Cinema Majèstic fou un cinema a la ciutat de Granollers inaugurat el 7 de desembre de 1928. Va ser construït al mateix local on anys abans hi havia el Cinematógrafo Valero.